# Spedizione di Steele's Bayou
La spedizione di Steele's Bayou fu un'operazione congiunta messa in atto dal maggior generale Ulysses S. Grant dell'Armata del Tennessee e dal contrammiraglio David Dixon Porter del "Mississippi River Squadron", condotta nell'ambito della Campagna di Vicksburg nel corso del Teatro Occidentale della guerra di secessione americana. Il suo scopo primario era quello di spostare le forze unioniste dal fiume Mississippi ad un punto del fiume Yazoo a monte delle difese di Vicksburg approntate da John Clifford Pemberton.
Nel tentativo di evitare l'artiglieria nemica in azione sulle scogliere ad Est della città, la spedizione avrebbe lasciato lo Yazoo con l'intento di procedere indirettamente su una rotta attraverso tutta una serie di corsi d'acqua nella pianura alluvionale posta ad Est della regione del delta del Mississippi; le stesse forze confederate sullo Yazoo avevano già inflitto gravi perdite all'esercito dell'Unione nella Battaglia di Chickasaw Bluffs alla fine del dicembre 1862.

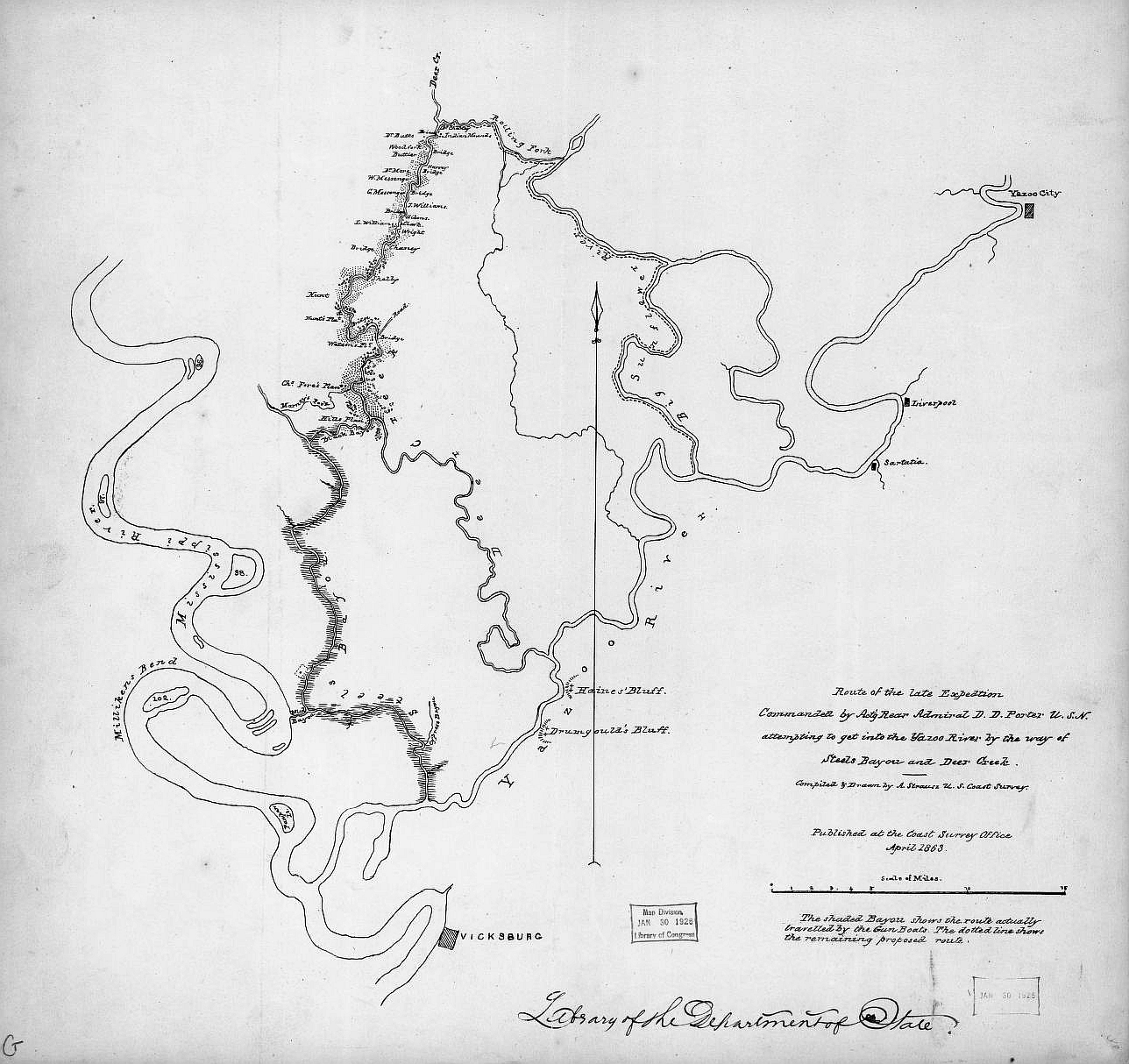
La rotta seguita dal contrammiraglio David Dixon Porter lungo il "Deer Creek" intrapresa durante la spedizione.

I contingenti dell'Union Army e dell'Union Navy si mossero separatamente, sebbene i loro movimenti fossero coordinati; la flottiglia si spostò nello "Steele Bayou" a partire dal 14 marzo 1863. Due colonne militari la seguirono sull'ala di apertura; altri avrebbero dovuto aggiungersi più tardi se la via d'accesso si fosse dimostrata soddisfacente.
Attraversare lo Steele's Bayou non era particolarmente difficile, ma la seconda tappa - lungo il "Deer Creek" - si rivelò invero impossibile; il corso d'acqua, stretto e con frequenti svolte improvvise, costringeva difatti le navi a muoversi a passo di lumaca.
Sfruttando un tale impedimento i Sudisti bloccarono ulteriormente il progresso avversario abbattendo gli alberi lungo il torrente e quindi fermarono la forza unionista entro 2,4 km da "Rolling Fork". Alla fine lo squadrone navale dovette fare marcia indietro ed intraprendere un'altra via, ma le truppe confederate salirono velocemente dietro al Deer Creek e cominciarono anche lì ad abbattere gli alberi.
Con le sue navi a tutti gli effetti intrappolate Porter inviò un appello urgente per ottenere l'aiuto dell'esercito e poi ordinò ai suoi capitani di prepararsi a distruggere le imbarcazioni piuttosto che lasciarle cadere nelle mani dei nemici; i soldati, con l'incitamento personale del generale William Tecumseh Sherman, realizzarono una marcia forzata che arrivò alla flottiglia il 22 marzo. Riuscì quindi a scacciare facilmente le pattuglie confederate che stavano bloccando la ritirata, così Porter e le sue navi poterono muoversi di nuovo all'interno dello Steele's Bayou; il 27 marzo l'intera spedizione era però già ritornata sui propri passi nelle rive del Mississippi, non avendo compiuto nulla di quanto si era prefissata. Questo fu l'ultimo tentativo di Grant di attaccare il fianco destro di Pemberton.
Dopo l'ennesimo fallimento rivolse la propria attenzione al fianco sinistro e presto iniziò quel movimento a tenaglia di truppe che condusse all'assedio di Vicksburg.